# Ferrocarril de Staten Island
El Ferrocarril de Staten Island (también conocido como SIR, y anteriormente conocido como SIRT) es una línea de ferrocarril que opera en el borough de Staten Island, Nueva York (Estados Unidos). Es considerada como una línea de ferrocarril estándar, pero actualmente está desconectada del sistema de ferrocarriles nacional. SIR opera con los vagones modificados R44 del metro de Nueva York pero hay un enlace de ferrocarril entre el propio sistema de metro. Los transeúntes típicamente usan el Staten Island Ferry para llegar a Manhattan. La línea actual SIR ha sido completamente separada a grado de las calles que interceptaba en 1966. 

## Historia
La primera línea de lo que ahora es el Ferrocarril Staten Island fue inaugurada en 1860 hacia Tottenville, o sea la actual terminal del extremo sur. Si el SIR fuese tomado como parte del metro, este sería el sistema continuo de paso derecho en el metro de la Ciudad de Nueva York. Al igual que las líneas BMT hacia Coney Island, la SIR empezó como una línea normal de pasajeros y de carga. 

### Electrificación
En 1925 sus tres principales ramales de pasajeros fueron electrificados y operados con un nuevo equipo de ferrocarriles. Las líneas radiaban desde la Terminal del ferry St. George hacia Arlington en las costas del extremo norte de Staten Island, hacia South Beach en las orillas, y hacia Tottenville en el extremo sur de Staten Island. 

### Servicio de carga
El servicio de transporte de mercancías a vapor (más tarde diésel) continuó en todos sus ramales, y en las vías de cargas eran las únicas operaciones en Staten Island y en el Ramal Norte de la Costa hasta Cranford Junction en Nueva Jersey vía el Puente vertical Arthur Kill que se extiende hacia Arthur Kill hasta el norte del Puente Goethals; y hacia el Ramal Sur que fue efectivamente una ruta muerta de la línea principal. El ahora desaparecido Ramal North Shore estaba conectado con todas las redes de ferrocarril de todo el país; el 11 de mayo de 1943, El Primer Ministro Británico Winston Churchill lo usó en el camino a una reunión con el Presidente Franklin D. Roosevelt en Washington, D.C. después de que su barco llegara a Tompkinsville. El 21 de octubre de 1957, la joven Reina Isabel II y el Príncipe Felipe se subió en un tren especial hacia Washington, D.C. a lo largo del Ramal Norte de la Costa hacia Stapleton para empezar su visita real en la Ciudad de Nueva York. El servicio de carga se interrumpió entre 1991 y 2007.

### MTA
En 1971 la ex Staten Island Rapid Transit Railway Company fue adquirida por su pariente Baltimore and Ohio Railroad (B&O), y se convirtió en una subsidiaria MTA para propósitos de operaciones y mantenimiento; en marzo de 1973, los nuevos vagones R44 — los mismos vagones nuevos usados en las líneas del metro en los otros boroughs — fueron usados para la línea Staten Island, reemplazando los materiales rodantes que habían sido del ferrocarril B&O y habían sido usados desde 1925 (los vagones R44 siguen en servicio al año 2008). En 1994, como parte de una campaña pública de MTA, varias de las agencias operaciones del MTA se les dio los "nombres populares" en la cual durante ese tiempo el nombre de SIRTOA se convirtió en MTA Staten Island Railway, en la cual se usa en los trenes, estaciones, horarios y otras infraestructuras públicas.

## Estaciones
| Leyenda de la estación de servicio | Leyenda de la estación de servicio |
| ---------------------------------- | ---------------------------------- |
| Hace paradas todo el tiempo        | Paradas todo el tiempo             |
| Detalles del periodo de tiempo     |                                    |

|                                                                 | Estaciones           | Acceso para discapacitados | Conexiones          |
| --------------------------------------------------------------- | -------------------- | -------------------------- | ------------------- |
| Staten Island                                                   |                      |                            |                     |
| Hace paradas todo el tiempo                                     | St. George           | Acceso para discapacitados | Staten Island Ferry |
| Servicio hacia/desde St. George o Tottenville entrando/saliendo |                      |                            |                     |
| Servicio de estación desconocida                                | RCB Ballpark         | Acceso para discapacitados |                     |
| Servicio hacia/desde St. George skip RCB Ballpark               |                      |                            |                     |
| Hace paradas todo el tiempo                                     | Tompkinsville        |                            |                     |
| Hace paradas todo el tiempo                                     | Stapleton            |                            |                     |
| Hace paradas todo el tiempo                                     | Clifton*             |                            |                     |
| Hace paradas todo el tiempo                                     | Grasmere             |                            |                     |
| Hace paradas todo el tiempo                                     | Old Town             |                            |                     |
| Hace paradas todo el tiempo                                     | Dongan Hills         | Acceso para discapacitados |                     |
| Hace paradas todo el tiempo                                     | Jefferson Avenue     |                            |                     |
| Hace paradas todo el tiempo                                     | Grant City           |                            |                     |
| Hace paradas todo el tiempo                                     | New Dorp             |                            |                     |
| Hace paradas todo el tiempo                                     | Oakwood Heights      |                            |                     |
| Hace paradas todo el tiempo                                     | Bay Terrace          |                            |                     |
| Hace paradas todo el tiempo                                     | Great Kills          | Acceso para discapacitados |                     |
| Hace paradas todo el tiempo                                     | Eltingville          |                            |                     |
| Hace paradas todo el tiempo                                     | Annadale             |                            |                     |
| Hace paradas todo el tiempo                                     | Huguenot             |                            |                     |
| Hace paradas todo el tiempo                                     | Prince's Bay         |                            |                     |
| Hace paradas todo el tiempo                                     | Pleasant Plains      |                            |                     |
| Hace paradas todo el tiempo                                     | Richmond Valley*     |                            |                     |
| Hace paradas todo el tiempo                                     | Arthur Kill Road* ** | Acceso para discapacitados |                     |
| Hace paradas todo el tiempo                                     | Tottenville          | Acceso para discapacitados |                     |

* Pasajeros pueden abordar/salir de los trenes: en Clifton usando los tres vagones (trenes hacia St. George; todos los trenes hacia la dirección Tottenville), y en Richmond Valley usando los primeros tres vagones sólo en esa dirección.

## Industrias servidas
- North Shore: Procter & Gamble, United States Gypsum, Staten Island Ship Building, Car Float
- Línea Travis Line: Gulf Oil Port, Con Edison coal plant
- Línea Tottenville Line: Nassau Smelting, Staten Island Advance, Pouch Terminal
- Línea South Beach: Bachmann's Brewery